# Тардіони
Тардіо́ни або брадіо́ни — загальна назва частинок, що завжди рухаються повільніше від світла (на відміну від тахіонів). Всі тардіони мають додатний квадрат маси («маси спокою»).
Всі «звичайні» частинки (за винятком безмасових, таких, як, наприклад, фотон), незалежно від того, чи є вони складеними, чи «елементарними», тобто, наприклад електрони, кварки або протони, а також більші складені частинки, такі як ядра, атоми тощо, формально — і до макроскопічних тіл, належать до класу тардіонів. (Хоча в деяких сучасних теоріях тахіони так чи інакше зустрічаються, проте, в кінцевій ефективної теорії вони зазвичай відсутні, не кажучи вже про те, що не виявлені експериментально, причому їх існування і в теорії зазвичай належить до нестійких станів поля, які не можуть зберігатися дуже довго).
Термін не є надто вживаним і використовується головним чином у рамках теоретичного дослідження тахіонів. Більш звичним — поза контекстом теми тахіонів — терміном, синонімічним тардіона і брадіона, є масивна частинка (також — масивне поле).